# Estación de Marchienne-au-Pont
La estación de Marchienne-au-Pont es una estación de tren belga situada en Charleroi, en la provincia de Hainaut, región Valona.
Pertenece a la línea  de S-Trein Charleroi.

## Situación ferroviaria
La estación se encuentra en la línea 124 (Bruselas-Charleroi).

## Intermodalidad
| Línea | Procedencia       | Parada                  | Destino                    |
| ----- | ----------------- | ----------------------- | -------------------------- |
| 43    | CHARLEROI Sud     | MARCHIENNE-AU-PONT SNCB | CHARLEROI Sud              |
| 71    | CHÂTELINEAU SNCB  | MARCHIENNE-AU-PONT SNCB | MONCEAU-SUR-SAMBRE Moulin  |
| 75    | GOUTROUX Pairotte | MARCHIENNE-AU-PONT SNCB | THUILLES Place             |
| 77    | GILLY Gazomètre   | MARCHIENNE-AU-PONT SNCB | MONTIGNY-LE-TILLEUL Vésale |
| 83    | CHARLEROI Sud     | MARCHIENNE-AU-PONT SNCB | CHARLEROI Sud              |